# Дартфорд (футбольный клуб)
«Дартфорд» (англ. Dartford FC) — английский полупрофессиональный футбольный клуб, базирующийся в Дартфорде, Кент, Англия. Начиная с сезона 2021-22 клуб участвует в Южной Национальной лиге, шестом ярусе английского футбола.
Клуб был основан в 1888 году членами Дартфордского рабочего мужского клуба. После победы в Первом дивизионе Истмийской лиге в сезоне 2007-08 и Премьер-дивизионе Истмийской лиги в сезоне 2009-10, Дартфорд был повышен до Премьер-Конференции в 2012 году, где они провели три сезона. Лучшие выступления клуба в Кубке Англии были в 1936 и 1937 годах, когда они дошли до третьего раунда соревнований; они также вышли в финал FA Trophy один раз, в 1974 году. С точки зрения престижа трофеев, Дартфорд является самым успешным клубом, который в настоящее время соревнуется в Южной национальной лиге, по состоянию на 2022-23 сезон.
Домашние матчи проходят на стадионе Princes Park, который открыт в ноябре 2006 года.

## Награды
- ФА Трофи финалист: 1973–74
- Южная Конференция Победители плей-офф: 2011–12
- Истмийская лига Премьер дивизион Победители: 2009–10xz
- Истмийская лига Первый дивизион Север Победители: 2007–08
- Южная лига Победители: 1930–31, 1931–32, 1973–74, 1983–84
- Южная лига (Восток) Победители: 1930–31, 1931–32
- Южная лига Дивизион юг Победители: 1980–81
- Южная лига Второй дивизион Победители: 1896–97
- Кубок Южной лиги Победители: 1976–77, 1987–88, 1988–89
- Южная лига плей-офф матч Победители: 1983–84, 1987–88, 1988–89
- Кубок графства Кент Победители: 1930–31, 1931–32, 1932–33, 1934–35, 1946–47, 1967–70, 1972–73, 1986–87, 1987–88, 2010–11
- Кент трофи Победители: 1995–96
- Кубок Лиги Кента Победители: 1924–25
- Лига Кента Первый дивизион 2-е место: 1995–96
- Победитель матча-вызова между лигами: 1973–74 (побежден Бостон Юнайтед (СПЛ) 5–3 по сумме встреч)

По состоянию на сезон 2005-06 Дартфорд сыграл в Южной лиге суммарно 70 сезонов, больше чем любой другой клуб.

## Рекордные достижения
- Лучшая позиция в лиге
  - 3 в  Конференции: 1984–85
- Лучшее выступление в Кубке Англии
  - Третий раунд: 1935–36
- Лучшее выступление в ФА Трофи
  - Финалист: 1973–74
- Лучшее выступление в ФА Ваза
  - Первый раунд: 1994–95